# Roger Green
Roger Curtis Green (Ridgewood, 15 marzo 1932 – Auckland, 4 ottobre 2009) è stato un archeologo neozelandese originario degli Stati Uniti.

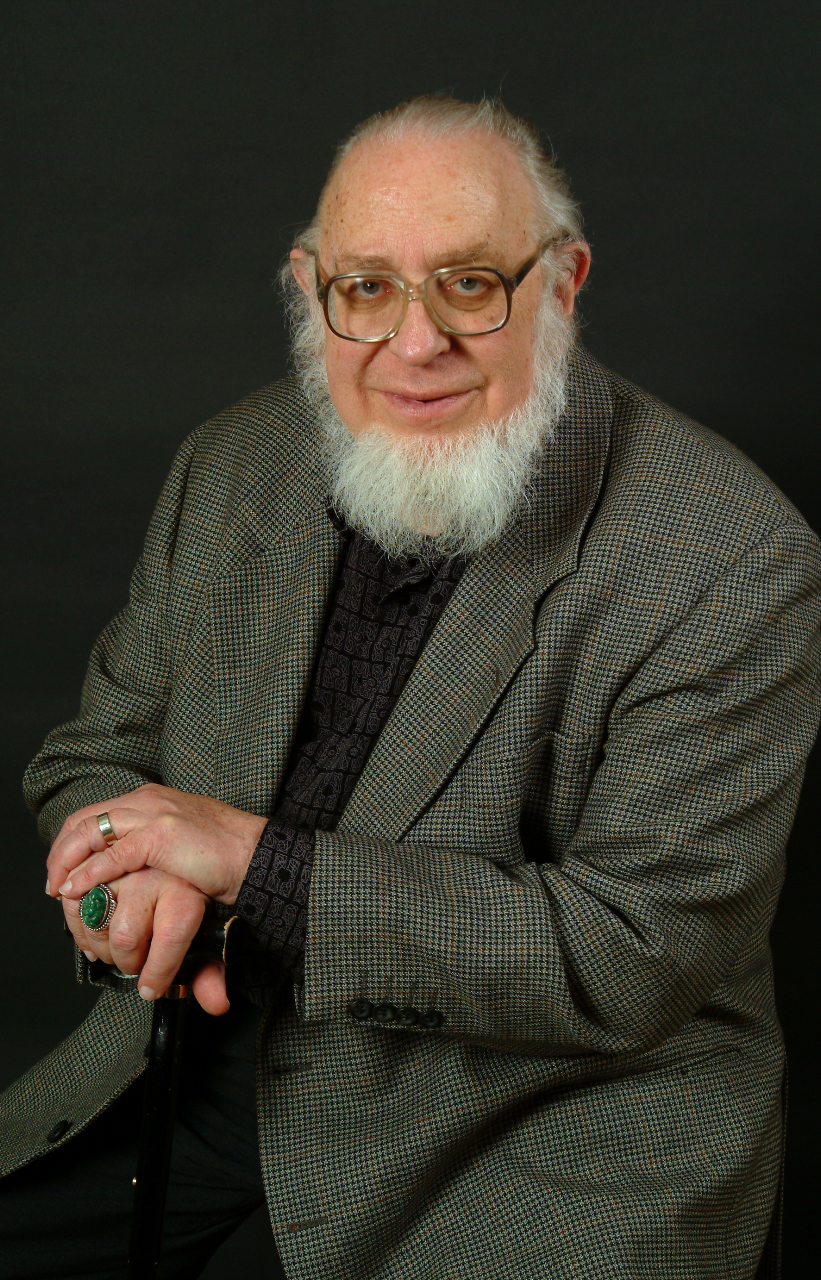
Roger C. Green

Professore emerito presso l'Università di Auckland e Fellow della National Academy of Sciences e della Royal Society of New Zealand. Ha ricevuto la Medaglia Hector e la Marsden Medal Award ed è stato insignito del titolo di ufficiale dell'Ordine al merito della Nuova Zelanda per i suoi contributi allo studio della storia della cultura del Pacifico.